# ديمقراطية مسيحية
الديمقراطية المسيحية هي إيديولوجية سياسية تسعى لتطبيق المبادئ المسيحية في السياسة العامة. ظهرت في أوروبا في القرن التاسع عشر تحت تأثير المحافظين والتعاليم الاجتماعية الكاثوليكية، ولا تزال تؤثر في أوروبا وأمريكا اللاتينية، وإن ضعفت في عدد من البلدان بسبب العلمنة، فهي تسيطر مثلاً على الأغلبية في البرلمان الأوروبي.
في الممارسة العملية، غالبا ما تعتبر المسيحية الديمقراطية محافظة في القضايا الثقافية والاجتماعية والأخلاقية، وتدعو إلى اقتصاد السوق الاجتماعي في المجال الاقتصادي (بالعبور بالاقتصاد الاشتراكي الديمقراطي ولكن على أساس احترام الأسرة). تنهج الأحزاب الديمقراطية المسيحية المحافظة في أوروبا سياسة معتدلة مع خصومها التقليديين وهم الاشتراكيين العلمانيين، في حين أنه في بيئة مختلفة ثقافيا وسياسيا كأمريكا اللاتينية فإنها عادة ما تميل إلى اليسار.
ويرجع نجاح الديمقراطية المسيحية إلى موقفها القوي المناهض للشيوعية أثناء الحرب الباردة.

## تاريخ
نشأت الديموقراطية المسيحية في القرن التاسع عشر، خصوصا في بلجيكا وألمانيا باعتبارها مجموعات مصالح كاثوليكية تركز على تحقيق أهداف محدودة، بسبب حالة البؤس التي كان يعانيها العمال في تلك الفترة وبسبب تصاعد الحركات الاشتراكية النقابية، فظهرت هذه الحركات تحت مسمى «العمل الكاثوليكي الشعبي» والتي تطورت لاحقا لتُعرف بـ«الديموقراطية المسيحية»، والتي تعود جذورها الفلسفية لتوما الإكويني وأفكاره، وهناك من يعتقد أن الصراع بين الكنيسة والدولة كان أحد العوامل في ظهور «الديموقراطية المسيحية».
يعتبر فردريك أوزنام، أستاذ القانون التجاري في جامعة ليون، أول من استخدم تعبير «المسيحية الديموقراطية» سنة 1848 عندما قال: «أعتقد في إمكانية الديموقراطية المسيحية». عندما أصبح التصنيع والحكومة الدستورية من السمات المميزة لأوروبا الحديثة، بدأت تظهر قوى جديدة لذا اضطرت المسيحية إلى تكييف نفسها مع وضع اجتماعي وسياسي جديد. إلا أن هناك رأياً آخر يعتقد أن الأحزاب المسيحية الديموقراطية ظهرت ردا على الاشتراكية والشيوعية الصاعدة، فيما يعتقد رأي ثالث أنها ظهرت بعد الحرب العالمية استجابة لحالة البؤس والدمار الذي خلفته الحرب وللانحلال الأخلاقي الذي ساد في تلك الفترة فكانت هناك حاجة للنهوض مجددا بالأخلاق المسيحية الأصيلة.

### ظهور الأحزاب
لم تظهر الأحزاب الديموقراطية المسيحية إلا بعد الحرب العالمية الثانية. كان الفاتيكان ينظر إلى هذه الأحزاب نظرة ارتياب، على اعتبار أن المشاركة في الانتخابات والمساومات البرلمانية تشكل ميلاً إلى الحداثة. لكنَّ المفكرين الكاثوليك اتفقوا على حتميّة انتصار الديمقراطية في العالم الحديث، وسعى الليبراليون الكاثوليك لتوافق الديمقراطية مع الدين من خلال تنصير الجماهير كما ينبغي؛ وأمل بعض المثقفين الكاثوليك الآخرين في إبقاء الشعب تحت السيطرة من خلال المؤسسات المسيحية، لاسيما البابويّة، التي رآها المفكر الفرنسي جوزيف دي ميستر كجزء من نظام الضوابط والتوازنات في جميع أنحاء أوروبا.
حيث ظهر الحزب الشعبي الإيطالي سنة 1919. وكان زعيمه دون ليوجي ستورزو. وفي ذلك الوقت قرر الفاتيكان رفع الحظر الذي كان قد فرضه على الكاثوليك الإيطاليين والذي منعهم من المشاركة في الحياة السياسية لإيطاليا الموحدة لمدة تقرب من الستين عاماً. ولكن موسوليني سارع إلى تجريم الحزب الشعبي؛ وعلى أية حال، كان الفاتيكان على علاقة متوترة بالحزب وبدا وكأنه يشعر بارتياح أكبر إلى دعم الأنظمة الفاشستية الكاثوليكية في بلدان مثل النمسا والبرتغال.
ولكن رغم أن الديمقراطية المسيحية لم تحقق أي انتصار على الصعيد السياسي أثناء الفترة بين الحربين العالميتين، إلا أن بعض التغييرات الخطيرة كانت قد ترسخت في الفكر الكاثوليكي. ولقد عمل المفكر الكاثوليكي الفرنسي جاك ماريتين بصورة خاصة على تقديم الحجج التي تلزم المسيحيين باعتناق الديمقراطية وحقوق الإنسان. كان ماريتين أثناء عشرينيات القرن العشرين قريباً من حزب الحركة الفرنسي الذي كان ينتمي إلى أقصى اليمين. ولكن بابا الفاتيكان أدان الحركة سنة 1926 باعتبارها مجموعة من الكاثوليك غير المخلصين المهتمين بالقومية الفاشستية أكثر من اهتمامهم بالمسيحية. ولقد تقبل ماريتين قرار البابا وشرع في القيام برحلة إيديولوجية غير عادية نحو الديمقراطية. فانتقد ماريتين محاولات فرنسا الرامية إلى الظهور باعتبارها كياناً صليبياً معاصراً، وهي المحاولات التي أثارت حِنق وغضب الكاثوليك في الولايات المتحدة على نحو خاص. والأهم من ذلك أنه بدأ في إعادة صياغة بعض تعاليم أرسطو ومبادئ القانون الطبيعي التي سادت في القرون الوسطى سعياً إلى التوصل إلى تصور واضح لحقوق الإنسان. كما استلهم فلسفة الشخصانية التي انتشرت أثناء ثلاثينيات القرن العشرين، والتي سعت إلى إيجاد كيان وسط بين الليبرالية الفردية والاشتراكية الاجتماعية، التي أصرت على أن «الأشخاص» يتمتعون دوماً ببعد روحاني تنكره الليبرالية المادية.
ألف ماريتين كتيبات ومنشورات عن التوفيق والمصالحة بين المسيحية والديمقراطية، والتي ألقتها قاذفات القنابل التابعة للحلفاء على مدن أوروبا. ولم يَكَل ماريتين قط من التأكيد على أن الأصول المسيحية للديمقراطية المزدهرة في أميركا كان لها أبلغ الأثر عليه. حيث الدين المسيحي كان حجر الأساس في إنشاء الديمقراطية الأمريكية وهو الذي يحدد سياساتها الخارجية والداخلية على حد سواء. وكان يصرَّ ماريتين بإلحاح على أن المسيحيين لابد وأن يعملوا كمواطنين أولاً، بينما يضعون في حسبانهم المبادئ والتعاليم الدينية.
تطورت هذه الأحزاب في عزلة نسبية عن بعضها البعض، وإن كانت هناك بعض المحاولات لإيجاد اتحاد يضم الأحزاب المسيحية. ومن ذلك المحاولة التي حصلت سنة 1925، مع قدوم الفاشية عندما أقام الإيطاليون بقيادة دون ستارزو في باريس الأمانة الدولية للأحزاب الديموقراطية للإلهام المسيحي، ليس فقط لتنسيق الأنشطة بينها ولكن لتحذير العالم ضد الأخطار التي تهدد الحرية والديموقراطية. إلا أن الألمان والنمساويين والتشيكيين واليوغوسلاف لم يتمكنوا من حضور اجتماعات أمانة الأحزاب المسيحية واستمرت لغاية اندلاع الحرب عام 1939، ومن ثم تأسس الاتحاد الدولي الديموقراطي في لندن، حيث استمر طوال سنوات الحرب، وذلك بدعم من المنفيين من الأحزاب المسيحية الديموقراطية في فرنسا، وإيطاليا، وبولندا، وتشيكوسلوفاكيا، وهولندا، وبلجيكا.
وبدأت بعض من هذه الأحزاب تأخذ توجها نحو اليسار شيئا فشيئا، وذلك بعد الحرب وبحصول المرأة في أوروبا حقها في الانتخاب، وكذلك أصبحت الدساتير الأوروبية أكثر توجها نحو اليسار وهو الأمر الذي نتج عنه ظهور الكاثوليكية السياسية ذات المسحة اليسارية. فظهرت أحزاب مسيحية ديموقراطية في معظم دول أوروبا، ووصل الأمر في بعض الدول الأوروبية مثل النمسا بأن تحالف فيها الحزب الاجتماعي المسيحي مع الاشتراكيين في أول تحالف للجمهورية النمساوية الجديدة. وفي بعضها الآخر نجد بداخلها أجنحة يمينية ويسارية كما كان الحال بالنسبة لبلجيكا.

### حالياً
يعد حزب الشعب الأوروبي، ذو التوجه الديمقراطي المسيحي، أكبر مجموعة برلمانية في البرلمان الأوروبي منذ عام 1999، ويشكل الأغلبية في المجلس الأوروبي منذ عام 2002، وهو أكبر حزب في الاتحاد الأوروبي. ويتكون من أكثر من 70 حزب عضو من 40 دولة، وأغلب رؤساء دول وحكومات الاتحاد الأوروبي ينتمون له، وله 13 عضو في المفوضية الأوروبية.

## أبرز الساسة
من أبرز السياسيين الذين ينتمون لأحزاب ذات توجه ديمقراطي مسيحي:
- ألدو مورو
- أنغيلا ميركل
- فيديل فالديس راموس
- ليخ كاتشينسكي
- ليخ فاونسا
- روبرت شومان
- فولفغانغ شوسل
- كونراد أديناور
- جوليو أندريوتي
- جيرزي بيك
- رفائيل كالديرا
- فيليبي كالديرون
- ألتشيدي دي غاسبيري
- إيمون دي فاليرا
- هلموت كول